# مايك سوليفان (مصارع محترف)
مايك سوليفان (بالإنجليزية: Mike Sullivan)‏ هو مصارع محترف أمريكي، ولد في 22 يوليو 1974 في لونغ آيلند في الولايات المتحدة.

## روابط خارجية
- مايك سوليفان على موقع CageMatch worker (الإنجليزية)